# Brasil nos Jogos Olímpicos de Verão de 1980
O Brasil competiu nos Jogos Olímpicos de Verão de 1980 em Moscou, na União Soviética.